# Пітер Кейперс
Пітер Кейперс (нід. Petrus (Pierre) Cuypers; повне ім'я — Петрюс Йозефус Губертюс Кейперс; нід. Petrus Josephus Hubertus (Pierre) Cuypers; 16 травня 1827, Рурмонд, Нідерланди — 3 березня 1921, там таки) — нідерландський архітектор, чиє ім'я найчастіше пов'язують з будівлями центрального залізничного вокзалу (1881–89) та Державного музею (1876–85) в Амстердамі, що є найбільш репрезентативними в творчості, також автор проектів-будівничий понад 100 церков у Нідерландах і Бельгії, ретельний дослідник і реставратор багатьох нідерландських історико-архітектурних пам'яток.

## З життя і творчості
Пітер Кейперс (уроджений Петрюс Йозефус Губертюс Кейперс) народився 16 травня 1827 року в нідерландському місті Рурмонді. Після навчання в коледжі у рідному місті, 1844 року він переїхав до Антверпена (Бельгія) для вивчення архітектури в Академії мистецтв. Кейперс вчився у Франса-Андріса Дурлета, Франса Ступа і Фердинанда Беркмана — піонерів неоготичної архітектури в Бельгії, і в 1849 році він закінчив Академію.
У 1851 році П. Кейперс повернувся до Рурмонда, де був призначений архітектором міста. У наступному (1852) році він відкрив магазин власних робіт сакрального мистецтва. Кейперс спочатку був під сильним впливом французької архітектури ХІІІ століття, робіт французького архітектора Ежена Віолле-ле-Дюка і праць його друга Йозефа Албердігка Тіма.
По всіх Нідерландах Кейперс збудував велику кількість церков, в яких французький вплив відіграє помітну роль. Найважливіші будови з першого творчого періоду — це церкви св. Ламберта у Вегелі (Veghel) і св. Катаріни в Ейндговені.
Від 1870 року стиль Кейперса змінився під впливом рідної нідерландської готики, а також готичних стилів інших країн.
Петрюс Кейперс виконав значну кількість проектів реставрацій історико-архітектурних, в першу чергу сакральних пам'яток. Його уявлення про реставрацію часто зазнавали критики всередині країни. Одним з таких прикладів неоднозначних підходів архітектора до справи реставрації є випадок із церквою в його рідному Рурмонді, де зодчий замінив оригінальні вежі на нові, спроектовані ним самим.
До найвдаліших зі здійснених реставрацій Кейперса належить комплекс відновлюваних робіт, виконаний архітектором у 1875 році в Майнцькому соборі (Німеччина), якому він, крім того, присвятив наукову працю-дослідження «Майнцький собор: його заснування, становлення і розбудова» (нім. «Der Dom zu Mainz, seine Gründung, Erweiterung und Herstellung», Майнц, 1878).
Помер Пітер Кейперс 3 березня 1921 року на батьківщині — в Рурмонді.

## Галерея

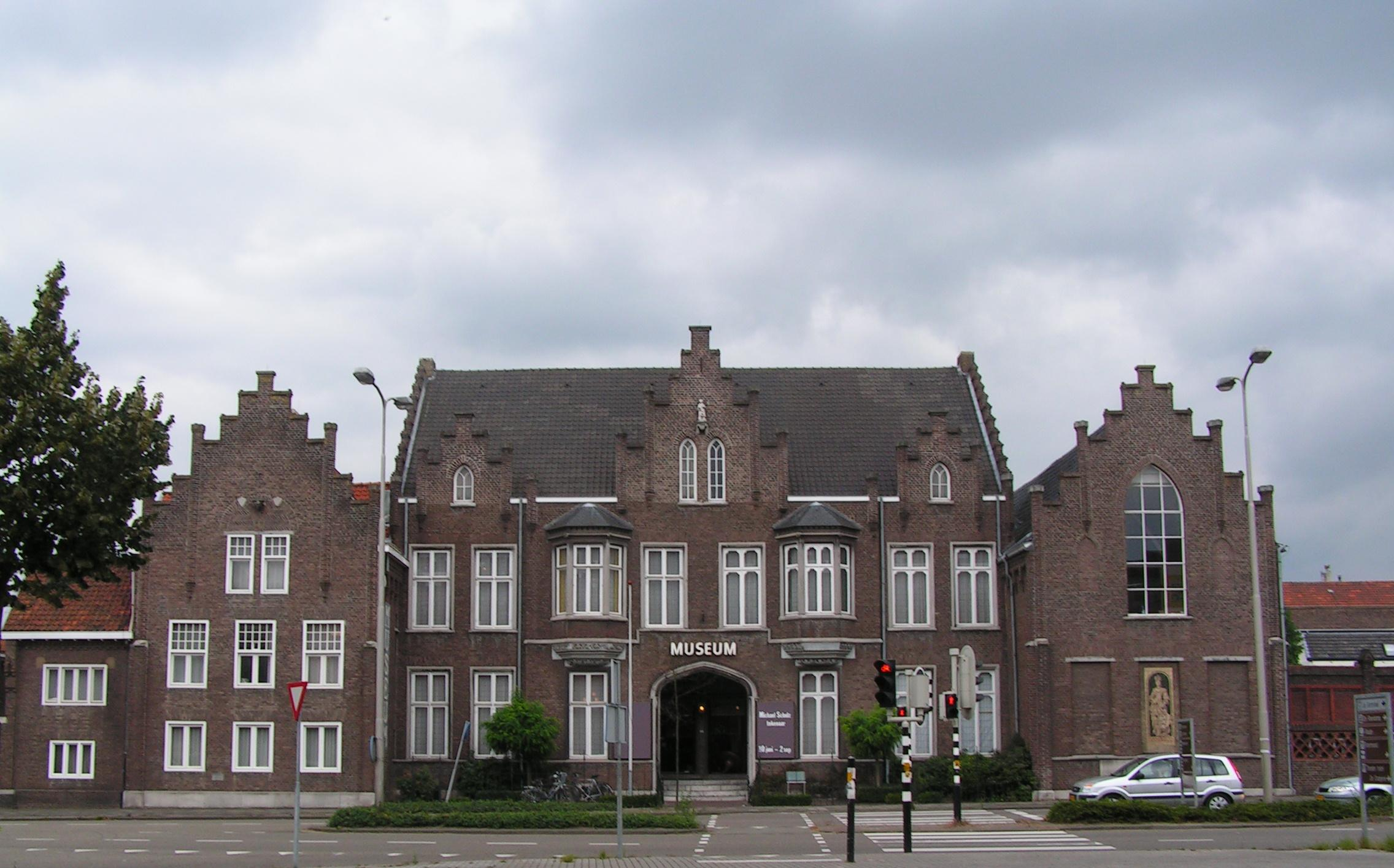
Будинок і майстерня П. Кейперса, Рурмонд (тепер муніципальний музей), 1853
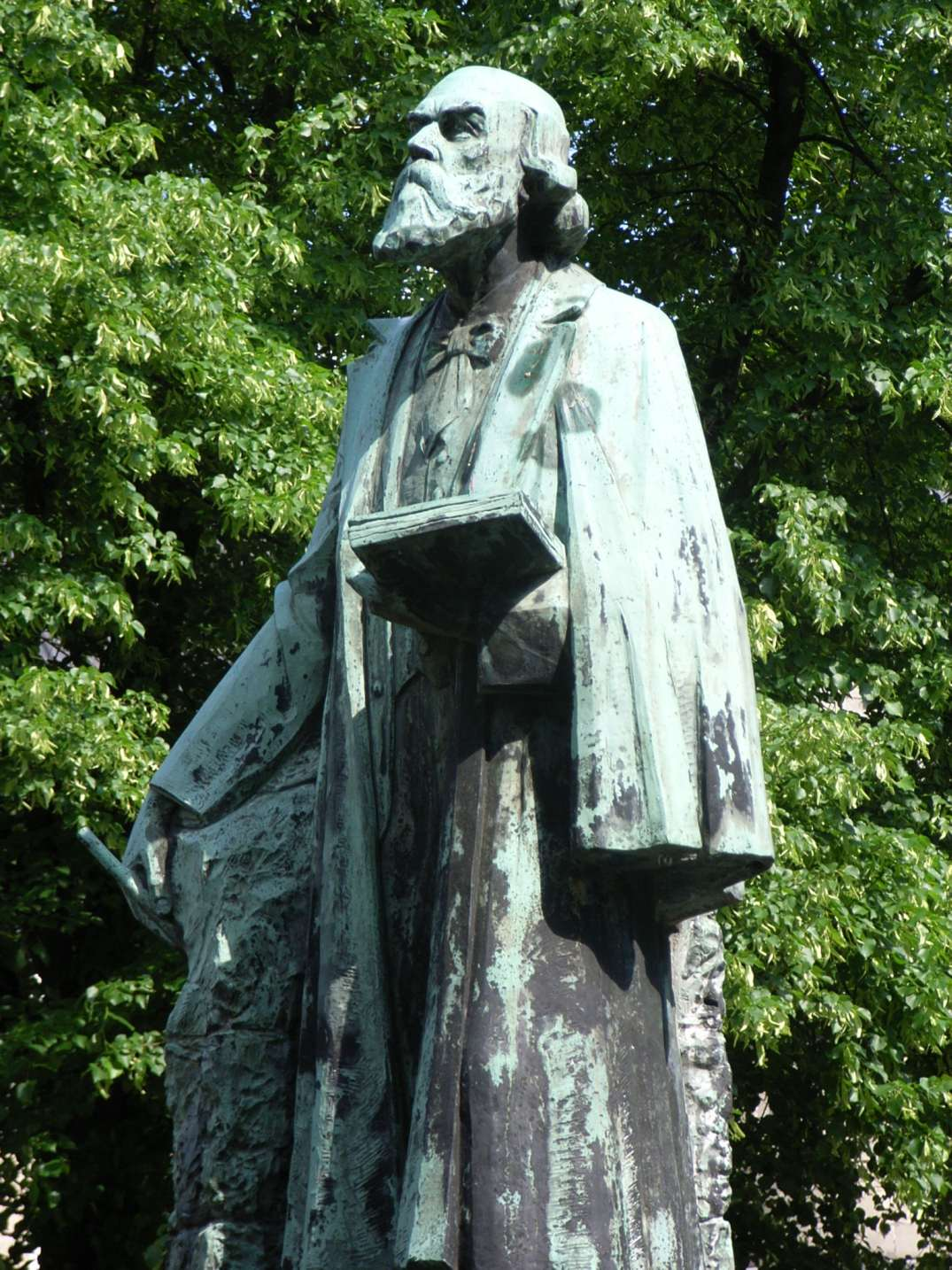
Статуя Пітера Кейперса, Рурмонд
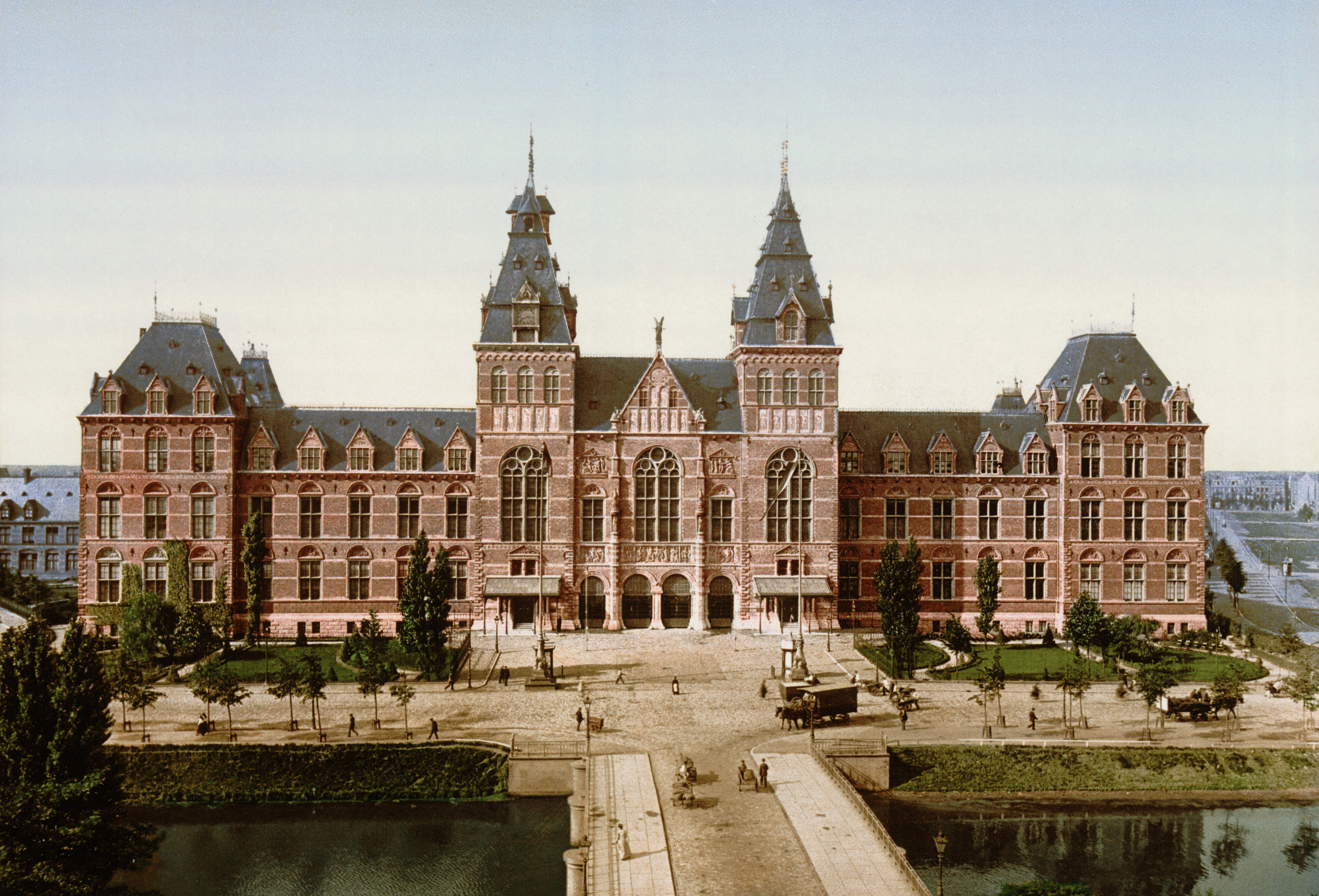
Рейксмузей, Амстердам (1876–85), світлина кінця XIX ст.
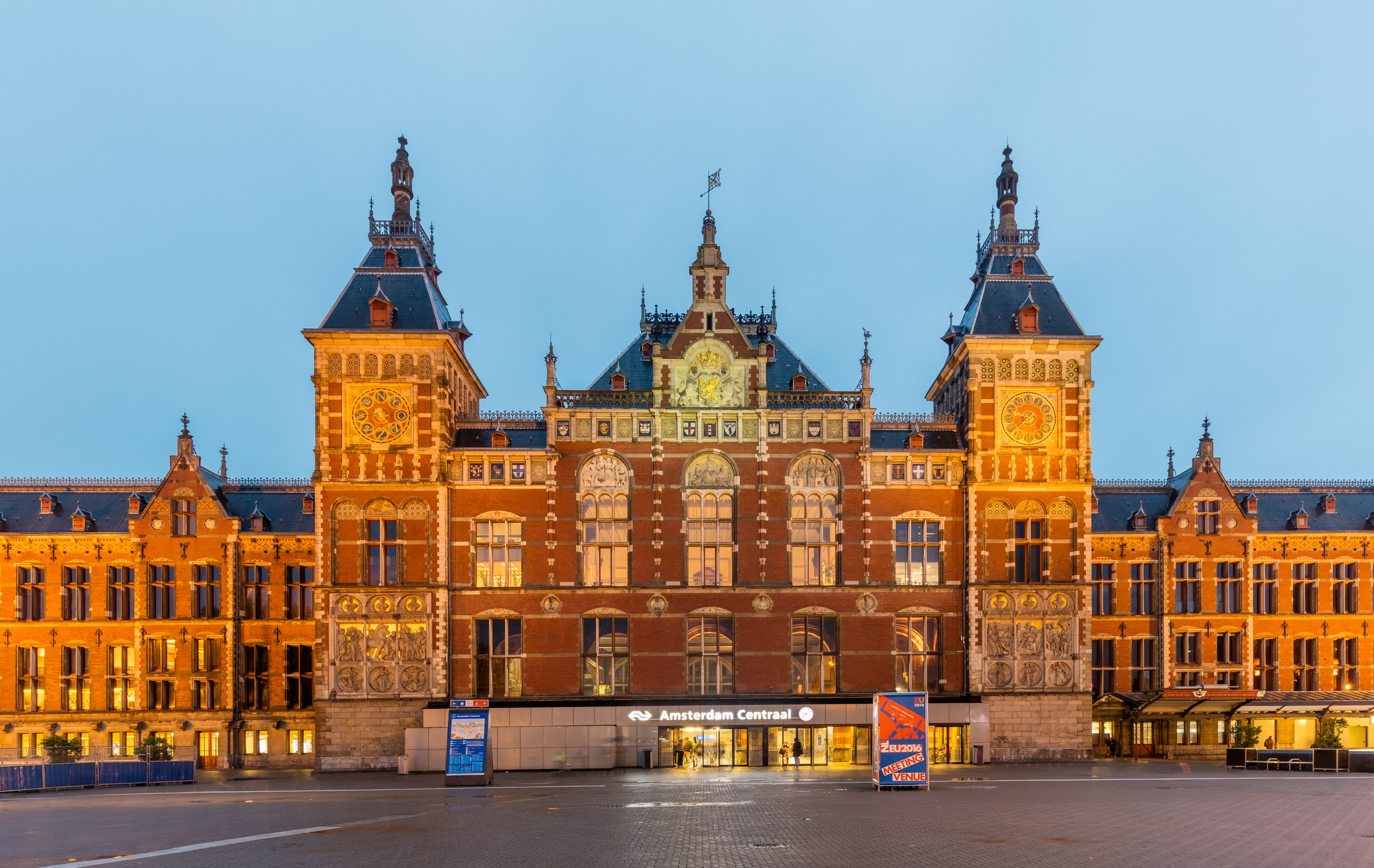
Центральний вокзал, Амстердам (1881–89)
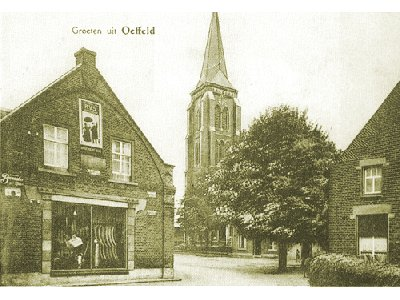
Церква св. Сальватора (Sint-Salvatorkerk), Oeffelt, 1853 (зруйновано 1944 року)
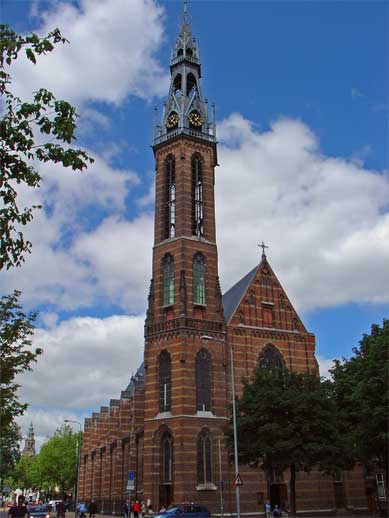
Кафедральний собор св. Йозефа (Sint-Jozefkathedraal), Гронінген, 1886
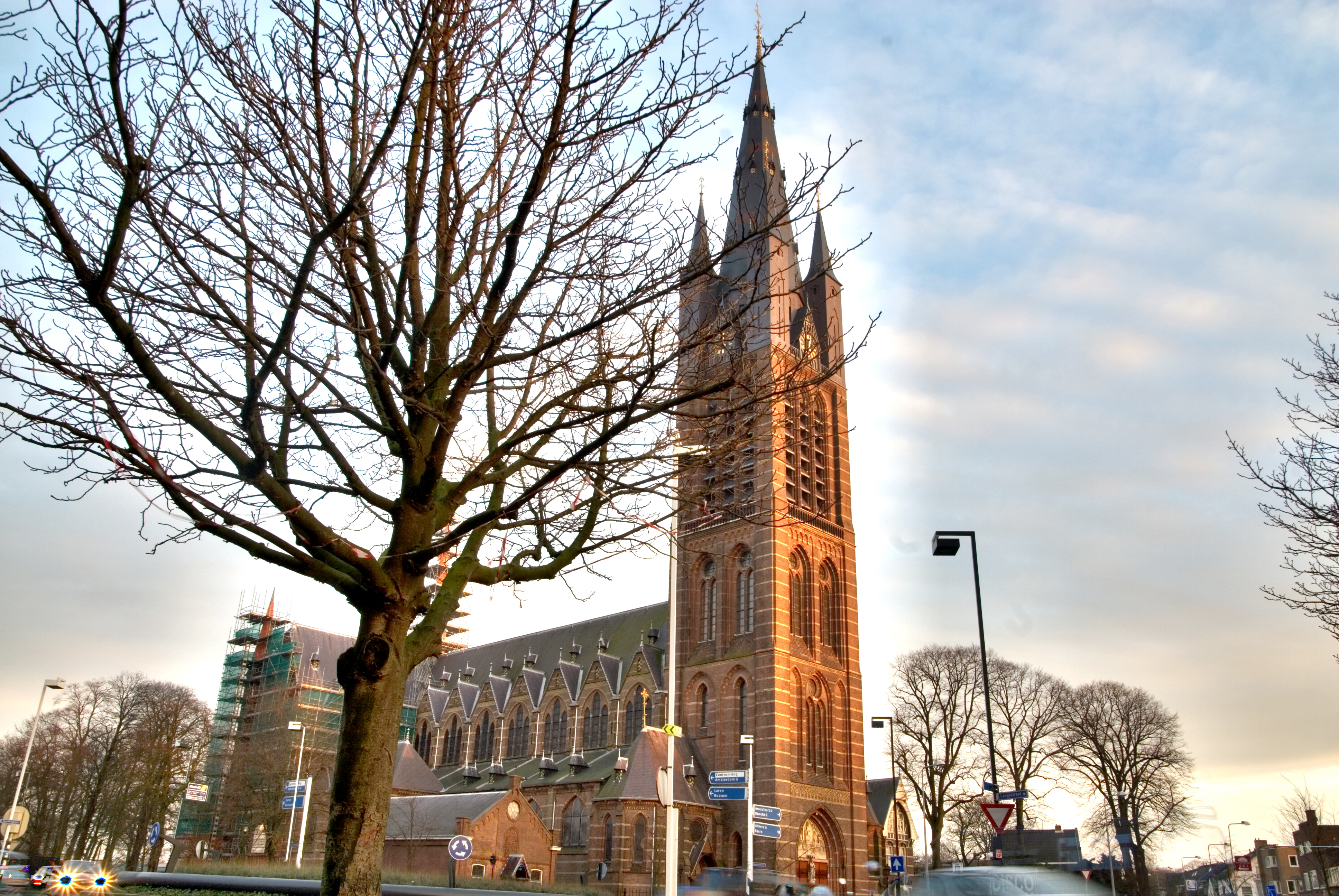
Церква св. Вітуса (Віта; Sint-Vituskerk), Гілверсюм, 1891
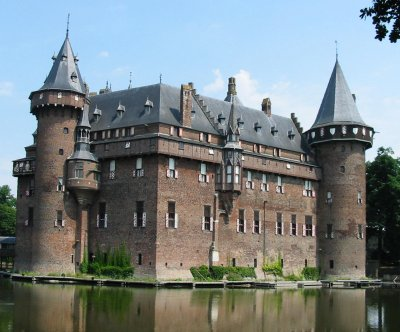
замок De Haar, с. Гарзейленс (Haarzuilens) коло Утрехта, XIV ст., відновлювався за участю П. Кейперса у 1892–1912 роки

## Ключові роботи
- Залізничний вокзал у Неймегені (збудований у 1875—1879)
- Державний музей у Амстердамі (1876—1885)
- Центральний вокзал у Амстердамі (1881—1889)
- Замок де Хаар (1892—1907)
- Броеркерк (збудований у 1895, перебудований 1982)